# Переклассификация военных кораблей США 1975 года
В 1975 году ВМС Соединённых Штатов переклассифицировали большинство своих надводных кораблей, изменив терминологию и бортовые коды для авианосцев, крейсеров, фрегатов и сторожевых кораблей океанской зоны (англ. ocean escort).

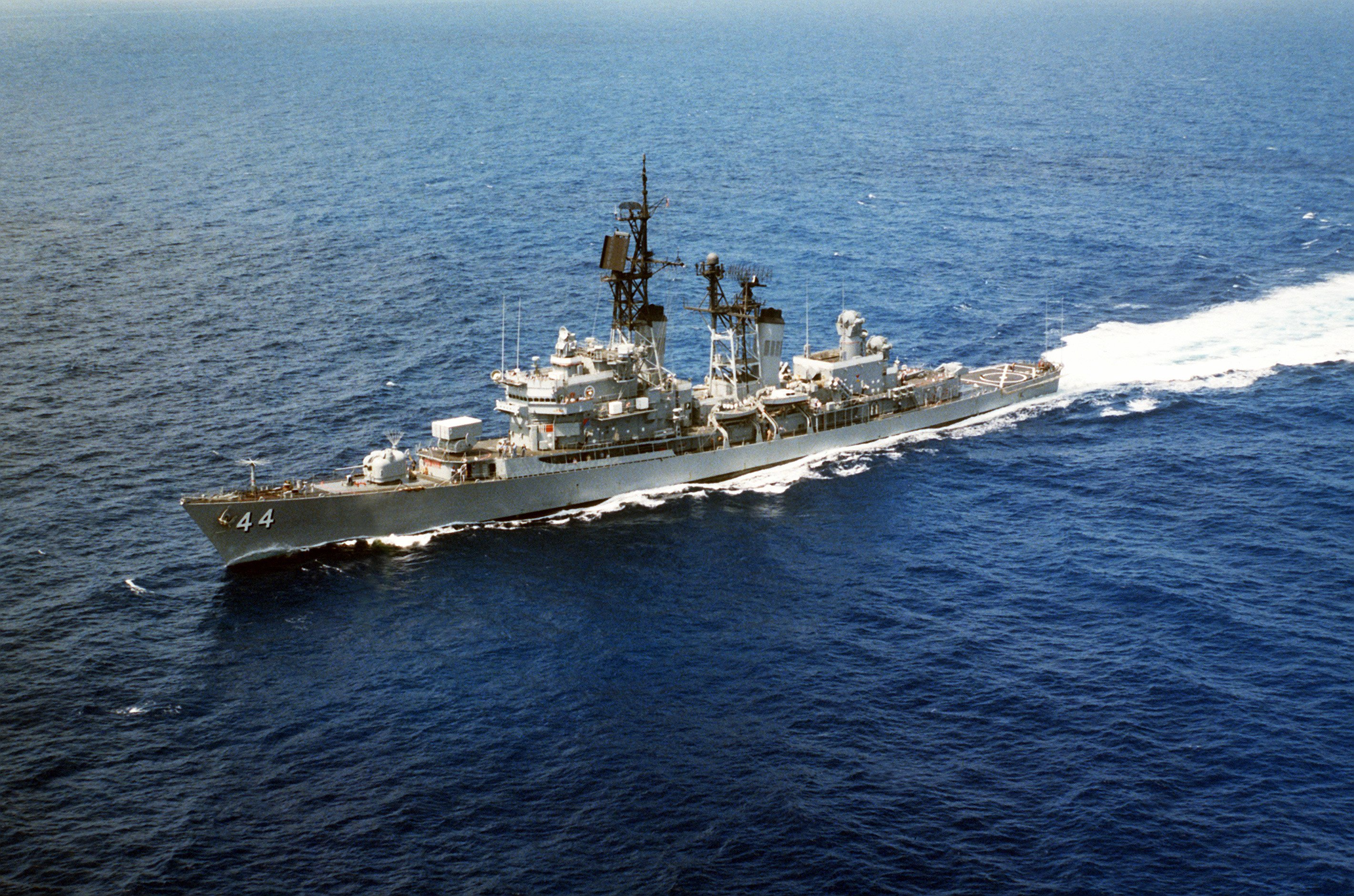
До переклассификации «USS William V. Pratt» числился, как фрегат УРО (DLG-13), а после — стал эсминцем (DDG-44).

## Классификация до 1975 года
До 1975 года американский флот жил с классификацией времён артиллерийских кораблей, согласно которой главными отличительными (классифицирующими) признаками являлись водоизмещение и калибр орудий. Однако, с появлением после 1960-х годов ракетных кораблей, остро встал вопрос спорной принадлежности к тому или иному классу. Например, корабли типа «Вирджиния» по водоизмещению (более 10 000 т) попадали в категорию тяжёлых крейсеров, однако по калибру артиллерийских установок (2 х 127 мм) лишь с большой натяжкой могли считаться эсминцами.
По этой же причине большинство ракетных кораблей были зачислены в давно не используемый класс «лидер эсминцев» (англ. destroyer leader), где были специальные подклассы «ракетный лидер» (англ. Guided Missile Destroyer Leader, DLG) и «атомный ракетный лидер» (англ. Nuclear-Powered Guided Missile Destroyer Leader, DLGN). Впоследствии к этим названиям прикрепился сначала обиходный, а затем был закреплён официальный термин «фрегат».
Всего, в период с 1950 по 1975 годы, ВМС США состояли из трёх типов целевой (ударной) группы и одного типа для охраны конвоев. К целевой группе относились:
- крейсера (бортовой коды: CAG, CLG, CG);
- фрегаты и лидеры эсминцев (бортовые коды: DL, DLG);
- эсминцы (коды: DD, DDG).

К кораблям конвоя относились сторожевые корабли океанской зоны (англ. ocean escorts), больше известные как эскортные миноносцы (код DE и DEG). К конвою, в начале 70-х годов был добавлен новый тип судна — патрульный фрегат (код: PF).

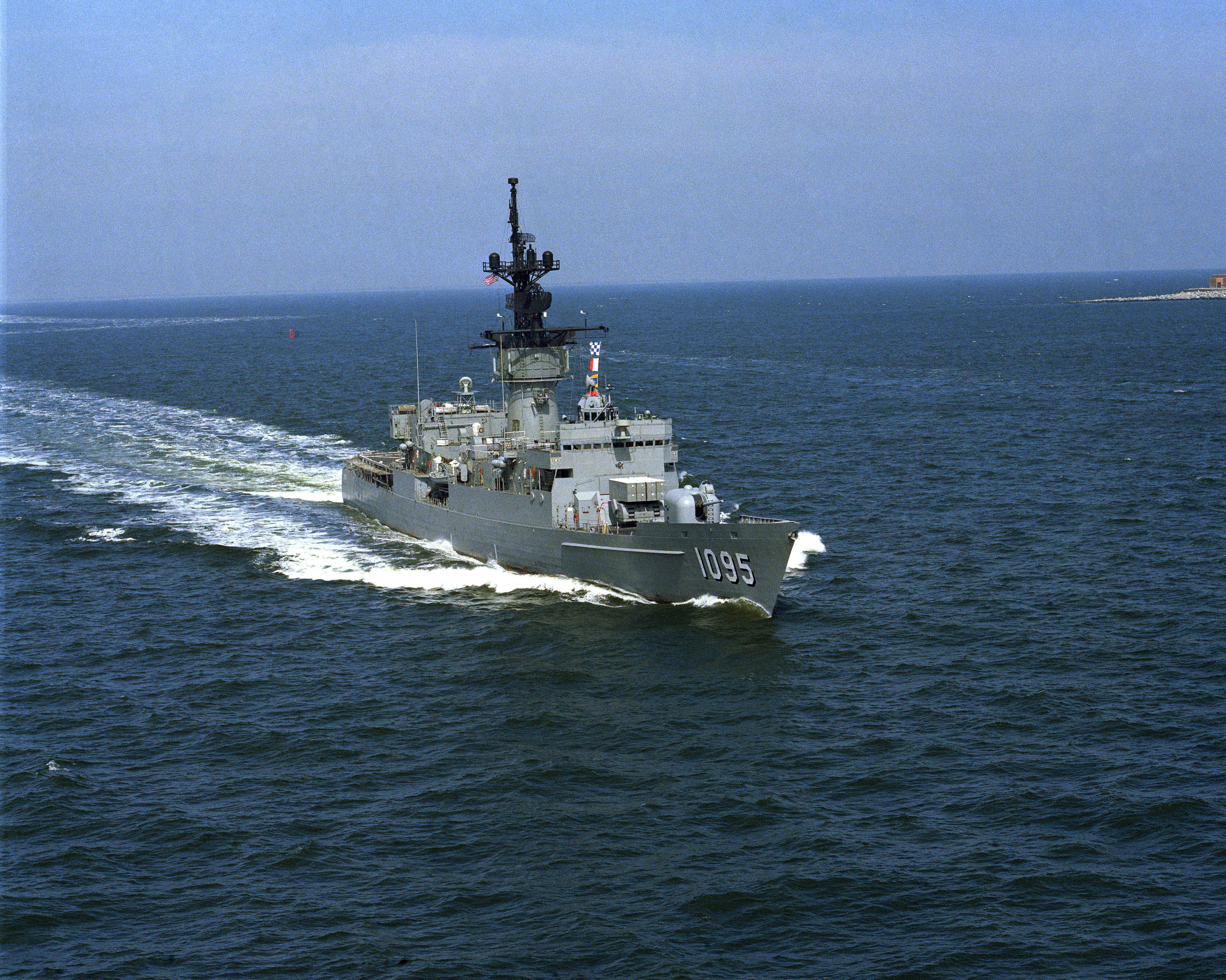
Сторожевой корабль океанской зоны «USS Truett» (DE-1095) типа «Нокс» после переклассификации стал фрегатом (FF-1095).

Уставревшая классификация повлекла за собой и такое явление, как cruiser gap (дословно: крейсерный зазор). Суть его в том, что корабль с определёнными размерами и водоизмещением в Советском Союзе определялся как «крейсер», тогда как в США был эквивалентен как крейсеру, так и фрегату. В 1974 году были проведены сравнения между американскими и советскими военно-морскими силами, показавшие, что в СССР имеется 19 крейсеров против всего 6 крейсеров США (несмотря на 21 американских фрегатов, равных или даже превышающих по мощи советский крейсер). Такое различие в определении вызвало проблемы на политическом уровне.

## Изменения
Чтобы устранить эту разницу, 30 июня 1975 года в ВМС США была проведена переклассификация. В результате был упразднён класс артиллерийских фрегатов (DL). Большинство кораблей с кодом DLG переклассифицированы в ракетные крейсера (CG) или ракетные эсминцы (DDG). Все так называемые атомные фрегаты (DLGN), существующие или только строящиеся, были реорганизованы в крейсера (CGN).
Также был упрощён сам класс крейсеров: существующий до этого лёгкий ракетный крейсер (CLG) стал просто ракетным крейсером (СG).
Корабли конвоя (DE, DEG) и патрульный фрегат (PF) были переклассифицированы в просто фрегат (FF, FFG).
Подкласс ударный авианосец (CVA) был объединён с тяжелый авианосец (CV); Получившийся подкласс переименован в многоцелевые авианосцы. Подкласс ударный авианосец с ядерной энергетической установкой (CVAN) упразднен, все корабли переведены в CVN.
| До 30 июня 1975 года                                              | После 30 июня 1975 года    |                         |                         |
| СV: Авианесущие корабли                                           | СV: Авианесущие корабли    | СV: Авианесущие корабли | СV: Авианесущие корабли |
| ----------------------------------------------------------------- | -------------------------- | ----------------------- | ----------------------- |
| CV: Тяжелый авианосец                                             | CV: Многоцелевой авианосец |                         |                         |
| CVA: Ударный авианосец                                            | Объединена с CV            |                         |                         |
| CVAN: Ударный авианосец с ядерной энергетической установкой (ЯЭУ) | Объединена с CVN           |                         |                         |
| CVHA: Десантный вертолётоносец                                    | Не используется            |                         |                         |
| CVHE: Эскортный вертолётоносец                                    | Не используется            |                         |                         |
| CVN: Многоцелевой авианосец (с ЯЭУ)                               | Без изменений              |                         |                         |
| CVS: Авианосец противолодочной обороны                            | Не используется            |                         |                         |
| С: Крейсера                                                       |                            |                         |                         |
| CA: Тяжёлый крейсер, артиллерийский крейсер                       | Не используется            |                         |                         |
| CAG: Тяжёлый крейсер УРО                                          | Не используется            |                         |                         |
| CC: Крейсер управления                                            | Не используется            |                         |                         |
| Не использовалась                                                 | CG: Крейсер УРО            |                         |                         |
| Не использовалась                                                 | CGN: Крейсер УРО (с ЯЭУ)   |                         |                         |
| CS: Разведывательный крейсер                                      | Не используется            |                         |                         |
| D: Эсминцы                                                        |                            |                         |                         |
| DD: Эсминец                                                       | Без изменений              |                         |                         |
| DDG: Эсминец УРО                                                  | Без изменений              |                         |                         |
| DDR: Эсминец радиолокационного дозора                             | Не используется            |                         |                         |
| DE: Сторожевой корабль океанской зоны                             | Переклассифицирован в FF   |                         |                         |
| DEG: Сторожевой корабль океанской зоны с УРО                      | Переклассифицирован в FFG  |                         |                         |
| DER: Эскортный эсминец радиолокационного дозора                   | Переклассифицирован в FFR  |                         |                         |
| DLG: Фрегат УРО                                                   | Переклассифицирован в CG   |                         |                         |
| DLGN: Фрегат УРО (с ЯЭУ)                                          | Переклассифицирован в CGN  |                         |                         |
| F: Фрегаты                                                        |                            |                         |                         |
| Не использовалась                                                 | FF: Фрегат                 |                         |                         |
| Не использовалась                                                 | FFG: Фрегат УРО            |                         |                         |
| Не использовалась                                                 | FFL: Лёгкий фрегат         |                         |                         |

Данная реформа привела классификацию ВМС США в соответствие с общепринятой (в большинстве иностранных держав); а также устранила предполагаемые нестыковки («дыры») при сравнении и сопоставлении морских сил.
Последнее изменение класса произошло 1 января 1980 года, когда кораблям типа «Тикондерога» был изменён класс с эскадренного миноносца УРО (DDG) на крейсер УРО (CG).